# Simbolo delle poste giapponesi

〒 (郵便記号?, yūbin kigō)  è il simbolo delle poste giapponesi e delle aziende postali di stato successive. È utilizzato anche per indicare i codici postali del Giappone dal 1968. Il simbolo è una scrittura in katakana stilizzata della sillaba te (テ), dalla parola teishin (逓信 comunicazione).  Il simbolo è stato introdotto l'8 febbraio 1887, nel periodo Meiji.

## Uso

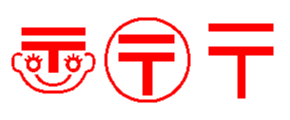
Le versioni del simbolo 〒. La versione a destra è il marchio standard utilizzato nell'indirizzamento. La versione al centro è spesso usata sulle mappe per indicare gli uffici postali

Per indicare un codice postale, prima del codice numerico si inserisce questo simbolo. Per esempio, per recapitare una lettera nel quartiere di Meguro, si dovrebbe scrivere 〒153-0061. Questo utilizzo ha portato all'inclusione del simbolo nella codifica dei caratteri giapponesi per computer, e quindi alla sua inclusione nel sistema Unicode, dove può essere trovato anche come emoji dell'ufficio postale giapponese. Nella maggior parte dei sistemi di input giapponesi su tastiera, può essere scritto digitando "yuubin" e quindi eseguendo una conversione kanji.

## Unicode
| Carattere                          | 〒          | 〒          | 〠               | 〠               | 〶                  | 〶                  | 🏣                   | 🏣                   |
| ---------------------------------- | ----------- | ----------- | ---------------- | ---------------- | ------------------- | ------------------- | -------------------- | -------------------- |
| Nome Unicode                       | Postal Mark | Postal Mark | Postal Mark Face | Postal Mark Face | Circled Postal Mark | Circled Postal Mark | Japanese Post Office | Japanese Post Office |
| Codifiche                          | decimale    | esadecimale | decimale         | esadecimale      | decimale            | esadecimale         | decimale             | esadecimale          |
| Unicode                            | 12306       | U+3012      | 12320            | U+3020           | 12342               | U+3036              | 127971               | U+1F3E3              |
| UTF-8                              | 227 128 146 | E3 80 92    | 227 128 160      | E3 80 A0         | 227 128 182         | E3 80 B6            | 240 159 143 163      | F0 9F 8F A3          |
| UTF-16                             | 12306       | 3012        | 12320            | 3020             | 12342               | 3036                | 55356 57315          | D83C DFE3            |
| riferimento numerico dei caratteri | &#12306;    | &#x3012;    | &#12320;         | &#x3020;         | &#12342;            | &#x3036;            | &#127971;            | &#x1F3E3;            |